# Fuerzas de Defensa de Timor Oriental
Las Fuerzas de Defensa de Timor Oriental (en portugués: Forças de Defesa de Timor Leste; en tetun: Forcas Defesa Timor Lorosae) es el cuerpo militar responsable de la defensa de Timor Oriental. El organismo se estableció en febrero de 2001 y constaba de dos pequeños batallones de infantería, un pequeño componente naval y varias unidades de apoyo .
La función principal de este cuerpo militar es proteger a Timor Oriental de las amenazas externas. También tiene una función de seguridad interna, que se solapa con la de la Policía Nacional de Timor Oriental PNTL). Esta superposición ha provocado tensiones entre los servicios , que han sido exacerbados por la baja moral y la falta de disciplina dentro de las fuerzas.
Los problemas de la institución llegaron a un punto cumbre en 2006, cuando casi la mitad de la fuerza fue despedida tras las protestas por la discriminación y las malas condiciones. El despido contribuyó a un colapso general tanto de la fuerza militar como la Policía Nacional en mayo y obligó al gobierno a pedir a las fuerzas de paz extranjeras a restablecer la seguridad. El organismo está siendo reconstruido con ayuda extranjera y ha elaborado un plan de desarrollo de la fuerza a largo plazo.